# Іващишин Маркіян Йосипович

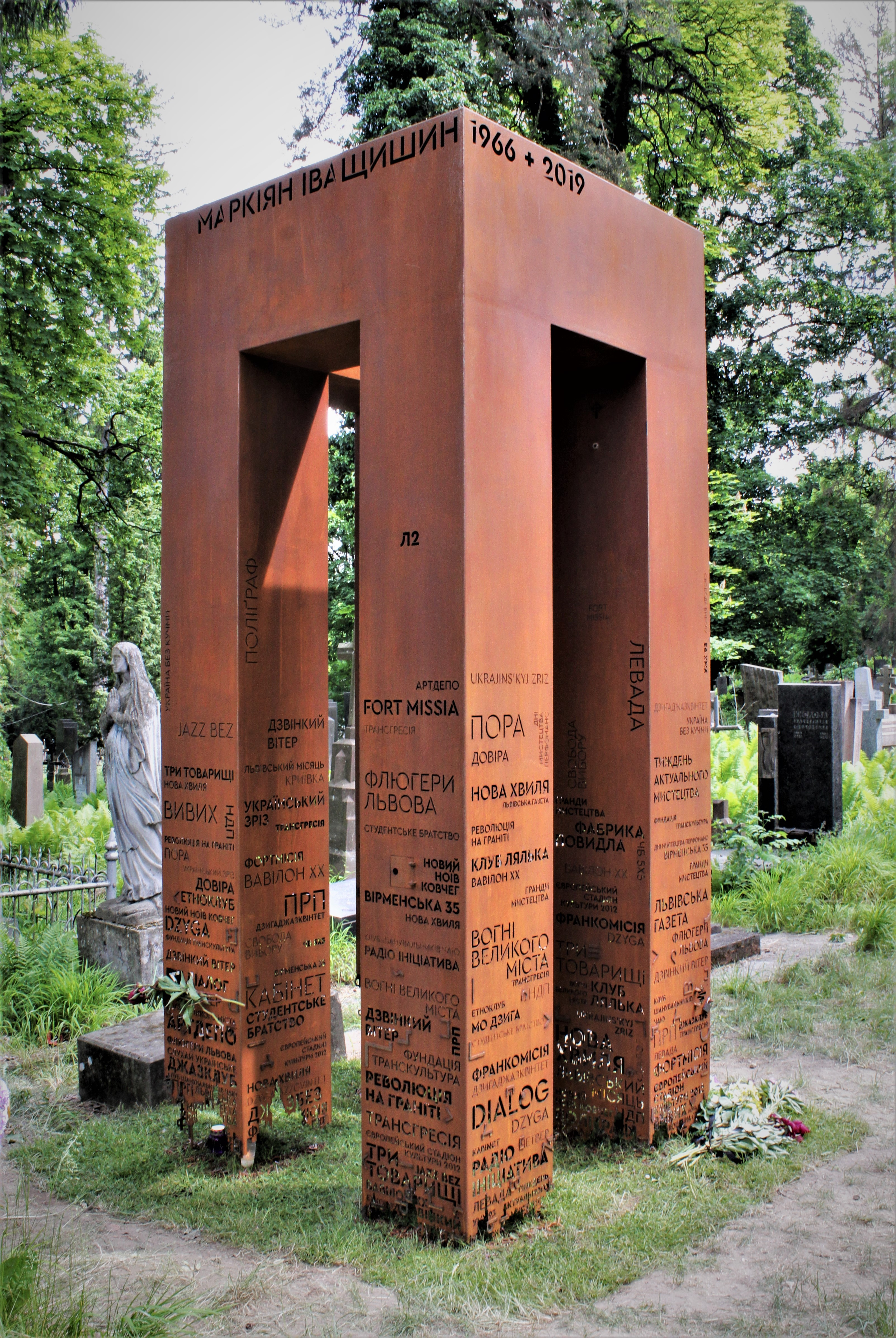
Пам'ятник на могилі Маркіяна Іващишина.

Маркіян Йосипович Іващишин (6 вересня 1966, Львів, Українська РСР, СРСР — 21 травня 2019, Львів, Україна) — український громадський, політичний і культурний діяч, підприємець. Один з керівників «революції на граніті» 1990 року.

## Біографія
Маркіян Іващишин народився 6 вересня 1966 року у Львові.
У 1983—1990 роках навчався у Львівському політехнічному інституті на інженерно-будівельному факультеті. У 1989 році був виключений з інституту за нездачу заліку (неофіційно — за те, що був головою «Студентського братства»).
Від 1989 року розпочав трудову діяльність старшим лаборантом відділу історико-культурних пам'яток інституту суспільних наук АН УРСР. 1990 року Іващишин був обраний депутатом Львівської обласної ради у виборчому окрузі, до якого входили гуртожитки політехнічного інституту. У 1990–1994 роках — депутат Львівської обласної ради I-го демократичного скликання. 1990 року — очолив Студентське Братство м. Львова, змінивши на цій посаді Дем'яна Малярчука. У жовтні 1990 року — один із керівників (разом із Олесем Донієм) студентського політичного голодування у Києві, студентських виступів проти СРСР.
На початку 1990-х років — голова правління Фонду «Молода Україна», робив спробу організації право-консервативної партії «Третя Республіка», організатор Союзу українського студентства та львівської газети «Post-Поступ». У 1993 році припинилися його депутатські повноваження у Львівській обласній раді, він покинув пост голови «Студентського братства». У 1993 році разом з членами студентського братства Львова Ярославом Рущишиним, Андрієм Рожнятовським, Адріаном Кліщем та відомими львівськими митцями Сергієм Проскурнею та Влодком Кауфманом став співзасновником Мистецького Об'єднання «Дзиґа». Також став творцем та власником львівських клубів і кав'ярень «Лялька», «Вавілон-20», «За кулісами», «Під Клепсидрою».
Був організатором двох фестивалів «Вивих» (Львів), арт-продюсером проектів «Вогні великого міста», «Новий Ноїв Ковчег», продюсером груп «Клуб Шанувальників Чаю», «Мертвий Півень», «Dzyga Jazz Quintet», ранніх проектів «Океану Ельзи» та Руслани («Дзвінкий Вітер»), організатором фестивалю «Проект Є» «Слухай українське», «Гранди Мистецтва», «Метро Jazz», «Флюгери Львова», «Jazz Bez», одним із засновників культурологічного журналу «Четвер». Засновник комітету підприємців Львівщини, співзасновник та віце-президент львівського регбійного клубу «Сокіл».
На парламентських виборах 1994 року як співзасновник громадського руху «Нова хвиля», підтримував обрання до Верховної Ради таких політиків як Михайло Косів, Ігор Юхновський, Тарас Стецьків, Ігор Гринів та Ігор Коліушко. У 1998 році, напередодні президентських виборів, Маркіян Іващишин став членом ради пропрезидентської Народно-демократичної партії. У 1999 році він перейшов до партії «Реформи і порядок». Разом із Олесем Донієм та Володимиром Чемерисом був співорганізатором акцій «Україна без Кучми», «За правду!». Для протидії ЗМІ, що знаходилися під впливом СДПУ (о), був продюсером радіостанції «Ініціатива Niko FM» (на каналі 102,5 FM; учасники проекту: Костянтин Бондаренко, Тарас Батенко, Роман Чайка, Михайло Барбара).
2002 року — разом з Ярославом Рущишиним створили «Львівську газету». На ґрунті діяльності газети 2003 року обидва мали конфлікт з тодішнім керівником Львівської податкової адміністрації Сергієм Медведчуком. Проти засновників газети відкрили кримінальну справу за статтею 212, ч. 3 ККУ — «ухилення від сплати податків». 30 грудня 2003 року Маркіян Іващишин був затриманий податковою міліцією, але після втручання народних депутатів України його відпустили, нічого не інкрімінувавши. Протягом двох тижнів звернення на підтримку Маркіяна Іващишина зібрало понад 1600 підписів, як в Україні, так й за кордоном.
Навесні 2004 року разом із Владиславом Каськівим взяв участь у створенні громадської ініціативи «Пора». 2004 року — довірена особа кандидата в Президенти України Віктора Ющенка. 25 вересня 2005 року — обраний головою Львівської міської організації партії «Пора». 2006 року — обраний депутатом Львівської міської ради за списком ГП «Пора» (голова постійної комісії з питань культури, дозвілля, промоції, засобів масової інформації та туризму ЛМР).
Займав також посади співголови Фонду Українського Студентства, член Ради благодійного фонду «Клуб Левів міста Львова».
21 травня 2019 року, 52-му році життя, Маркіян Йосипович Іващишин відійшов у вічність. Причиною раптової смерті, за попередніми даними, став тромб, що обірвався. Парастас за Маркіяном Іващишиним відбувся 22 травня 2019 року у приміщенні мистецького об'єднання «Дзиґа», що на вул. Вірменська, 35, а панахида відбулася 23 травня у храмі Пресвятої Євхаристії, що на пл. Музейній, 3 у Львові..
Похований на Личаківському цвинтарі, поле 62.[джерело?].

## Нагороди
- Орден «За інтелектуальну відвагу» (відзнака «За добру справу», 2005).
- Орден Мистецтв та літератури Франції 31 березня 2018 року[9].
- Орден князя Ярослава Мудрого V ступеня (16 травня 2019) — за вагомий особистий внесок у розбудову української державності, плідну громадську діяльність, багаторічну сумлінну працю та з нагоди 30-річчя від дня заснування громадської спілки «Студентське Братство м. Львова»[10]

## Родина
Дружина — Зайченко Ярина. Син — Іващишин Остап (нар. 2001).